# Чентраке
Чентраке (італ. Centrache, сиц. Centrachi) — муніципалітет в Італії, у регіоні Калабрія,  провінція Катандзаро.
Чентраке розташоване на відстані близько 490 км на південний схід від Рима, 24 км на південний захід від Катандзаро.
Населення — 408 осіб (2014).
Щорічний фестиваль відбувається 12 червня. Покровитель — Sant'Onofrio.

## Демографія
Населення за роками:

Станом на 1 січня 2023 року в муніципалітеті офіційно проживало 27 іноземців з 9 країн, серед них 7 громадян країн Євросоюзу та 4 громадяни України.

## Сусідні муніципалітети
- Монтепаоне
- Оліваді
- Палерміті
- Петрицці
- Валлефьорита